# Nicksobolevita
La nicksobolevita és un mineral de la classe dels òxids. Rep el nom en honor de l'acadèmic Nikolay (Nick) Vladimirovich Sobolev (Николай Владимирович Соболев) (n. 28 de maig de 1935), en reconeixement de les seves importants contribucions a la mineralogia i la petrologia.

## Característiques
La nicksobolevita és un selenit de fórmula química Cu₇(SeO₃)₂O₂Cl₆. Va ser aprovada com a espècie vàlida per l'Associació Mineralògica Internacional el 2013, sent publicada l'any 2014. Cristal·litza en el sistema monoclínic. La seva duresa a l'escala de Mohs es troba entre 2 i 2,5.

## Formació i jaciments
Va ser descoberta al segon con d'escòria de l'avanç nord de la Gran erupció fissural del Tolbàtxik (Krai de Kamtxatka, Rússia). Aquest volcà rus és l'únic indret de tot el planeta on ha estat descrita aquesta espècie mineral.